# Incendie d'Universal
L'incendie d'Universal est l'incendie le 1er juin 2008 d'un arrière-studio d'Universal Studios Hollywood, un studio de cinéma américain et un parc d'attractions situés dans la vallée de San Fernando, dans le comté de Los Angeles, en Californie.
L'incendie fait suite à des négligences lors de réparations où des ouvriers ont utilisé des chalumeaux pour chauffer des bardeaux d'asphalte. Le feu est éteint après douze heures ; quatorze pompiers et trois policiers du comté de Los Angeles sont légèrement blessés dans la catastrophe.
Si à l'époque Universal affirme que l'incendie n'a détruit que 40 à 50 000 copies de vidéos et de films numériques archivés dans un entrepôt, le Building 6197, un article du New York Times en 2019 affirme que l'incendie a en réalité détruit de 118 à 175 000 bandes audio analogiques appartenant à Universal Music Group. Cela comprend les originaux (masters) de chansons de nombreux artistes majeurs dont Chuck Berry, Ray Charles, Louis Armstrong, Ella Fitzgerald, Steely Dan, R.E.M., Nirvana, Sheryl Crow et The Roots notamment. Selon le New York Times, il s'agit du « plus grand désastre de l'histoire de l'industrie musicale ».

## Liste d'artistes dont des œuvres ont été détruites
Selon le The New York Times Magazine, parmi les artistes dont des masters originaux d'enregistrements ont été détruits en tout ou partie en 2008, il y a :
- 38 Special
- 50 Cent
- Colonel Abrams
- Johnny Ace
- Bryan Adams
- Nat Adderley
- Aerosmith
- Rhett Akins
- Manny Albam
- Lorez Alexandria
- Gary Allan
- Red Allen
- Steve Allen
- Ames Brothers
- Gene Ammons
- Bill Anderson
- John Anderson
- The Andrews Sisters
- Lee Andrews & the Hearts
- Paul Anka
- Adam Ant
- Toni Arden
- Joan Armatrading
- Louis Armstrong
- Asia
- Asleep at the Wheel
- Audioslave
- Patti Austin
- Average White Band
- Albert Ayler
- Hoyt Axton
- Burt Bacharach
- Joan Baez
- Razzy Bailey
- Chet Baker
- Florence Ballard
- Hank Ballard
- Gato Barbieri
- Baja Marimba Band
- Banana Split
- Len Barry
- Count Basie
- Fontella Bass
- The Beat Farmers
- Sidney Bechet
- Beck
- Captain Beefheart
- Archie Bell & the Drells
- Vincent Bell
- Bell Biv DeVoe
- Louie Bellson
- David Benoit
- George Benson
- Berlin
- Elmer Bernstein
- Chuck Berry
- Nuno Bettencourt
- Stephen Bishop
- Blackstreet
- Art Blakey
- Hal Blaine
- Bobby Bland
- The Blind Boys of Alabama
- Mary J. Blige
- Blink-182
- Blues Traveler
- Eddie Bo
- Pat Boone
- Boston
- Connee Boswell
- Eddie Boyd
- Jan Bradley
- Owen Bradley
- Oscar Brand
- Bob Braun
- Walter Brennan
- Jackie Brenston
- Teresa Brewer
- Edie Brickell & New Bohemians
- John Brim
- Willmer Broadnax
- Lonnie Brooks
- Big Bill Broonzy
- Brothers Johnson
- Bobby Brown
- Clarence "Gatemouth" Brown
- Lawrence Brown
- Les Brown
- Marion Brown
- Marshall Brown
- Michael Brown
- Mel Brown
- Dave Brubeck
- Jimmy Buffett
- Carol Burnett
- T-Bone Burnett
- Johnny Burnette
- Terry Callier
- Cab Calloway
- The Call
- Glen Campbell
- Captain & Tennille
- Captain Sensible
- Irene Cara
- Belinda Carlisle
- Carl Carlton
- Eric Carmen
- Hoagy Carmichael
- Karen Carpenter
- Richard Carpenter
- The Carpenters
- Barbara Carr
- Benny Carter
- Betty Carter
- The Carter Family
- Peter Case
- Alvin Cash
- Rosanne Cash
- Bobby Charles
- Ray Charles
- Chubby Checker
- Cheech & Chong
- Checkmates, Ltd.
- Cher
- Don Cherry
- Mark Chesnutt
- The Chi-Lites
- El Chicano
- Eric Clapton
- Gene Clark
- Petula Clark
- Roy Clark
- Merry Clayton
- Jimmy Cliff
- Patsy Cline
- Rosemary Clooney
- Wayne Cochran
- Joe Cocker
- Gloria Coleman
- Ornette Coleman
- Mitty Collier
- Jazzbo Collins
- Judy Collins
- Alice Coltrane
- John Coltrane
- Colosseum
- Common
- Cookie and his Cupcakes
- Barbara Cook
- Rita Coolidge
- Stewart Copeland
- The Corsairs
- Dave "Baby" Cortez
- Bill Cosby
- Don Costa
- Clifford Coulter
- Counting Crows
- Coverdale-Page
- Warren Covington
- Deborah Cox
- Crazy Otto
- Marshall Crenshaw
- The Crew-Cuts
- Bing Crosby
- Bob Crosby
- David Crosby
- Crosby & Nash
- Sheryl Crow
- Rodney Crowell
- The Cuff Links
- Xavier Cugat
- Tim Curry
- The Damned
- Danny & The Juniors
- Rodney Dangerfield
- Bobby Darin
- Helen Darling
- David & David
- Billy Davis Jr.
- Mac Davis
- Richard Davis
- Sammy Davis Jr.
- Chris de Burgh
- Lenny Dee
- Jack DeJohnette
- The Dells
- The Del-Vikings
- Sandy Denny
- Sugar Pie DeSanto
- The Desert Rose Band
- Dennis DeYoung
- Neil Diamond
- Bo Diddley
- Difford & Tilbrook
- Dillard & Clark
- The Dixie Hummingbirds
- Willie Dixon
- DJ Shadow
- Fats Domino
- Jimmy Donley
- Kenny Dorham
- Jimmy Dorsey
- Lee Dorsey
- Tommy Dorsey
- Lamont Dozier
- The Dramatics
- The Dream Syndicate
- The Dream Weavers
- Roy Drusky
- Jimmy Durante
- Deanna Durbin
- Eagles
- Steve Earle
- Danny Elfman
- Yvonne Elliman
- Duke Ellington
- Cass Elliot
- Joe Ely
- John Entwistle
- Eminem
- Eric B. & Rakim
- Gil Evans
- Paul Evans
- Betty Everett
- Don Everly
- Extreme
- The Falcons
- Harold Faltermeyer
- Donna Fargo
- Art Farmer
- Freddy Fender
- Ferrante & Teicher
- Fever Tree
- The 5th Dimension
- Ella Fitzgerald
- The Fixx
- The Flamingos
- King Floyd
- The Flying Burrito Brothers
- John Fogerty
- Red Foley
- The Four Aces
- Four Tops
- Peter Frampton
- Franke and the Knockouts
- Aretha Franklin
- C. L. Franklin
- Frazier River
- The Free Movement
- Glenn Frey
- Lefty Frizzell
- Curtis Fuller
- Jerry Fuller
- Harvey Fuqua
- Nelly Furtado
- Hank Garland
- Judy Garland
- Erroll Garner
- Larry Gatlin
- Jimmy Garrison
- Gene Loves Jezebel
- Barry Gibb
- Georgia Gibbs
- Terri Gibbs
- Dizzy Gillespie
- Gin Blossoms
- Tompall Glaser
- Glass Harp
- Tom Glazer
- Whoopi Goldberg
- Golden Earring
- Paul Gonsalves
- Benny Goodman
- Dexter Gordon
- Rosco Gordon
- Eydie Gormé
- Lesley Gore
- Teddy Grace
- Grand Funk Railroad
- Amy Grant
- Earl Grant
- The Grass Roots
- Dobie Gray
- Buddy Greco
- Al Green
- Keith Green
- Jack Greene
- Robert Greenidge
- Lee Greenwood
- Patty Griffin
- Nanci Griffith
- Dave Grusin
- Guns N' Roses
- Buddy Guy
- Buddy Hackett
- Charlie Haden
- Merle Haggard
- Bill Haley & His Comets
- Aaron Hall
- Lani Hall
- Chico Hamilton
- George Hamilton IV
- Hamilton, Joe Frank & Reynolds
- Marvin Hamlisch
- Jan Hammer
- Lionel Hampton
- John Handy
- Slim Harpo
- Richard Harris
- Freddie Hart
- Dan Hartman
- Johnny Hartman
- Coleman Hawkins
- Dale Hawkins
- Richie Havens
- Roy Haynes
- Head East
- Heavy D
- Bobby Helms
- Don Henley
- Clarence "Frogman" Henry
- Woody Herman
- Milt Herth
- John Hiatt
- Al Hibbler
- Dan Hicks
- Monk Higgins
- Jessie Hill
- Earl Hines
- Roger Hodgson
- Hole
- Billie Holiday
- Jennifer Holliday
- Buddy Holly
- The Hollywood Flames
- Eddie Holman
- John Lee Hooker
- Stix Hooper
- Bob Hope
- Paul Horn
- Shirley Horn
- Big Walter Horton
- Thelma Houston
- Rebecca Lynn Howard
- Jan Howard
- Howlin' Wolf
- Freddie Hubbard
- Humble Pie
- Engelbert Humperdinck
- Brian Hyland
- The Impressions
- The Ink Spots
- Iron Butterfly
- Burl Ives
- Janet Jackson
- Joe Jackson
- Milt Jackson
- Ahmad Jamal
- Etta James
- Elmore James
- James Gang
- Keith Jarrett
- Jason & The Scorchers
- Jawbreaker
- Garland Jeffreys
- Beverly Jenkins
- Gordon Jenkins
- The Jets
- Jimmy Eat World
- Jodeci
- Johnnie & Joe
- The Joe Perry Project
- Elton John
- J. J. Johnson
- Al Jolson
- Booker T. Jones
- Elvin Jones
- George Jones
- Hank Jones
- Jack Jones
- Marti Jones
- Quincy Jones
- Rickie Lee Jones
- Tamiko Jones
- Tom Jones
- Louis Jordan
- The Jordanaires
- Jurassic 5
- Bert Kaempfert
- Kitty Kallen
- Kalin Twins
- Bob Kames
- Kansas
- Boris Karloff
- Sammy Kaye
- K-Ci & JoJo
- Toby Keith
- Gene Kelly
- Chaka Khan
- Andy Kim
- B.B. King
- Martin Luther King Jr.
- The Kingsmen
- The Kingston Trio
- Roland Kirk
- Eartha Kitt
- John Klemmer
- Klymaxx
- Baker Knight
- Chris Knight
- Gladys Knight & the Pips
- Krokus
- Steve Kuhn
- Joachim Kühn
- Rolf Kühn
- Patti LaBelle
- L.A. Dream Team
- Frankie Laine
- Lambert, Hendricks & Ross
- Denise LaSalle
- Yusef Lateef
- Steve Lawrence
- Vicki Lawrence
- Lafayette Leake
- Brenda Lee
- Laura Lee
- Leapy Lee
- Peggy Lee
- Danni Leigh
- The Lennon Sisters
- J.B. Lenoir
- Jerry Lee Lewis
- Jerry Lewis
- Meade Lux Lewis
- Ramsey Lewis
- Liberace
- Lifehouse
- Enoch Light
- The Lightning Seeds
- Limp Bizkit
- Lisa Loeb
- Little Milton
- Little River Band
- Little Walter
- Lobo
- Nils Lofgren
- Lone Justice
- Guy Lombardo
- Lord Tracy
- The Louvin Brothers
- Love
- Patty Loveless
- Lyle Lovett
- Love Unlimited
- Loretta Lynn
- L.T.D.
- Lynyrd Skynyrd
- Moms Mabley
- Willie Mabon
- Warner Mack
- Dave Mackay
- Miriam Makeba
- The Mamas and the Papas
- Melissa Manchester
- Barbara Mandrell
- Chuck Mangione
- Shelly Manne
- Wade Marcus
- Mark-Almond
- Pigmeat Markham
- Steve Marriott
- Wink Martindale
- Groucho Marx
- Hugh Masekela
- Dave Mason
- Jerry Mason
- Matthews Southern Comfort
- The Mavericks
- Robert Maxwell
- John Mayall
- Percy Mayfield
- Lyle Mays
- Les McCann
- Delbert McClinton
- Robert Lee McCollum
- Marilyn McCoo
- Van McCoy
- Jimmy McCracklin
- Jack McDuff
- Reba McEntire
- Gary McFarland
- Barry McGuire
- The McGuire Sisters
- Duff McKagan
- Maria McKee
- McKendree Spring
- Marian McPartland
- Clyde McPhatter
- Carmen McRae
- Jack McVea
- Meat Loaf
- John Mellencamp
- Memphis Slim
- Sergio Mendes
- Ethel Merman
- Pat Metheny
- Mighty Clouds of Joy
- Roger Miller
- Stephanie Mills
- The Mills Brothers
- Liza Minnelli
- Charles Mingus
- Joni Mitchell
- Bill Monroe
- Vaughn Monroe
- Buddy Montgomery
- Wes Montgomery
- The Moody Blues
- The Moonglows
- Jane Morgan
- Russ Morgan
- Ennio Morricone
- Mos Def
- Martin Mull
- Gerry Mulligan
- Milton Nascimento
- Johnny Nash
- Nazareth
- Nelson
- Jimmy Nelson
- Oliver Nelson
- Ricky Nelson
- Aaron Neville
- Art Neville
- The Neville Brothers
- New Edition
- New Riders of the Purple Sage
- Olivia Newton-John
- Night Ranger
- Leonard Nimoy
- Nine Inch Nails
- Nirvana
- Nitty Gritty Dirt Band
- No Doubt
- Ken Nordine
- Red Norvo
- Terri Nunn
- The Oak Ridge Boys
- Ric Ocasek
- Phil Ochs
- Hazel O'Connor
- Chico O'Farrill
- Oingo Boingo
- The O'Jays
- Spooner Oldham
- One Flew South
- Yoko Ono
- Orleans
- Jeffrey Osborne
- The Outfield
- Jackie Paris
- Leo Parker
- Junior Parker
- Ray Parker Jr.
- Dolly Parton
- Les Paul
- Freda Payne
- Peaches & Herb
- CeCe Peniston
- The Peppermint Rainbow
- The Persuasions
- Bernadette Peters
- Tom Petty and the Heartbreakers
- John Phillips
- Webb Pierce
- Poco
- The Pointer Sisters
- The Police
- Doc Pomus
- Jimmy Ponder
- Iggy Pop
- Billy Preston
- Lloyd Price
- Louis Prima
- Primus
- Red Prysock
- Puddle of Mudd
- Leroy Pullins
- The Pussycat Dolls
- Quarterflash
- Queen Latifah
- Sun Ra
- The Radiants
- Gerry Rafferty
- Kenny Rankin
- The Ray Charles Singers
- The Ray-O-Vacs
- The Rays
- Dewey Redman
- Della Reese
- Martha Reeves
- R.E.M.
- Debbie Reynolds
- Emitt Rhodes
- Busta Rhymes
- Buddy Rich
- Emil Richards
- Dannie Richmond
- Riders in the Sky
- Stan Ridgway
- Sam Rivers
- Max Roach
- Howard Roberts
- Marty Roberts
- The Roches
- Chris Rock
- Tommy Roe
- Jimmy Rogers
- Sonny Rollins
- The Roots
- Rose Royce
- Doctor Ross
- Jackie Ross
- Rotary Connection
- Roswell Rudd
- Rufus
- Otis Rush
- Brenda Russell
- Leon Russell
- Pee Wee Russell
- The Russian Jazz Quartet
- Mitch Ryder
- Buffy Sainte-Marie
- Joe Sample
- Pharoah Sanders
- The Sandpipers
- Shirley Scott
- Tom Scott
- Dawn Sears
- Neil Sedaka
- Jeannie Seely
- Semisonic
- Charlie Sexton
- Tupac Shakur
- Georgie Shaw
- Marlena Shaw
- Archie Shepp
- Dinah Shore
- Ben Sidran
- Silver Apples
- Shel Silverstein
- The Simon Sisters
- Ashlee Simpson
- Les Simpson
- Zoot Sims
- Slayer
- P.F. Sloan
- Smash Mouth
- Kate Smith
- Keely Smith
- Tab Smith
- Patty Smyth
- Snoop Dogg
- Valaida Snow
- Jill Sobule
- Soft Machine
- Sonic Youth
- Sonny & Cher
- The Soul Stirrers
- Soundgarden
- Eddie South
- Southern Culture on the Skids
- The Sparkletones
- Spinal Tap
- The Spokesmen
- Squeeze
- Jo Stafford
- Chris Stamey
- Joe Stampley
- Michael Stanley
- Kay Starr
- Stealers Wheel
- Steely Dan
- Gwen Stefani
- Steppenwolf
- Cat Stevens
- Billy Stewart
- Sting
- Sonny Stitt
- Shane Stockton
- George Strait
- Strawberry Alarm Clock
- Strawbs
- Steve and Eydie
- Styx
- Sublime
- Sum 41
- Yma Sumac
- Andy Summers
- The Sundowners
- Supertramp
- The Surfaris
- Sylvia Syms
- Gábor Szabó
- The Tams
- Grady Tate
- t.A.T.u.
- Billy Taylor
- Koko Taylor
- Charlie Teagarden
- Temple of the Dog
- Clark Terry
- Tesla
- Rosetta Tharpe
- Robin Thicke
- Toots Thielemans
- B.J. Thomas
- Irma Thomas
- Rufus Thomas
- Hank Thompson
- Lucky Thompson
- Big Mama Thornton
- Three Dog Night
- The Three Stooges
- Tiffany
- Mel Tillis
- Tommy & the Tom Toms
- Mel Tormé
- The Tragically Hip
- The Trapp Family Singers
- Ralph Tresvant
- Ernest Tubb
- The Tubes
- Tanya Tucker
- Tommy Tucker
- The Tune Weavers
- Ike Turner
- Stanley Turrentine
- Conway Twitty
- McCoy Tyner
- Phil Upchurch
- Michael Utley
- Leroy Van Dyke
- Gino Vannelli
- Van Zant
- Billy Vaughn
- Suzanne Vega
- Veruca Salt
- The Vibrations
- Bobby Vinton
- Voivod
- Porter Wagoner
- The Waikikis
- Rufus Wainwright
- Rick Wakeman
- Jerry Jeff Walker
- The Wallflowers
- Joe Walsh
- Wang Chung
- Clara Ward
- Warrior Soul
- War
- Washboard Sam
- Was (Not Was)
- Baby Washington
- The Watchmen
- Muddy Waters
- Jody Watley
- Johnny "Guitar" Watson
- The Weavers
- Ben Webster
- Weezer
- We Five
- George Wein
- Lenny Welch
- Lawrence Welk
- Kitty Wells
- Mae West
- Barry White
- Michael White
- Slappy White
- Whitesnake
- White Zombie
- The Who
- Whycliffe
- Kim Wilde
- Don Williams
- Jody Williams
- John Williams
- Larry Williams
- Lenny Williams
- Leona Williams
- Paul Williams
- Roger Williams
- Sonny Boy Williamson
- Walter Winchell
- Kai Winding
- Johnny Winter
- Wishbone Ash
- Jimmy Witherspoon
- Bobby Womack
- Lee Ann Womack
- Phil Woods
- Wreckx-N-Effect
- O. V. Wright
- Bill Wyman
- Rusty York
- Faron Young
- Neil Young
- Young Black Teenagers
- Y&T
- Rob Zombie

D'autres documents fournis à la justice par Universal Music Group en février 2020 citent quatre autres artistes non mentionnés dans la liste du New York Times : …And You Will Know Us by the Trail of Dead, David Baerwald, Michael McDonald, et Slayer.